# Karl Madsen
 Der er flere personer med dette navn, se Carl Madsen (flertydig).
Karl (egl. Carl) Johan Wilhelm Madsen (22. marts 1855 i København – 16. april 1938 sammesteds) var en dansk maler, kunsthistoriker og museumsdirektør.
Karl Madsen var søn af dyremaler, kaptajn A.P. Madsen og hustru, maleren Sophie Madsen, født Thorsøe, tog præliminæreksamen (Sorø Akademi) 1871, var elev af Vilhelm Kyhn, elev på Kunstakademiet (1872-76) og af Jean-Léon Gérôme på Académie des Beaux-Arts i Paris (1876-79). Han udstillede første gang 1880, men fra 1895 var Madsen knyttet til Statens Museum for Kunst, hvor han blev assistent, museumsinspektør (1900) og slutteligt direktør i tidsrummet 1911-1925.
Madsen var talsmand for, at dansk kunst fulgte i sporene på den nylige europæiske udvikling. Han opgav sit eget virke som kunstner og helligede sig helt og holdent kunstkritikken, hvor han blev fortaler for moderne fransk kunst.
Hans bog Japansk Malerkunst (1885) spillede en nøglerolle i at vække interessen for asiatisk kunst i Norden. Hans indsats som kunsthistoriker lå særligt på to områder: At se med friske øjne på dansk kunst fra første halvdel af 1800-tallet, bl.a. qua monografien Johan Thomas Lundbye (1895), og at være en internationalt berømmet ekspert inden for nederlandsk malerkunst.
Karl Madsen var blandt de første kunstnere, der gjorde det til et tradition at tage sommerophold på Skagen , og efter sin afgang som direktør for Statens Museum blev han i 1928 leder af det nyoprettede Skagens Museum (hvor flere af hans malerier findes) og skrev året efter en bog om Skagensmalerne. Som fremtrædende bogsamler var han i 1888 medstifter af Forening for Boghaandværk, var næstformand i Foreningen Fransk Kunst og bestyrelsesformand for Nivaagaards Malerisamling og Skagens Museum.
Han var tillige æresdoktor ved Lunds Universitet, medlem af Kunstakademiet og af Kungliga Akademien för de fria konsterna, æresmedlem af Akademiet i Antwerpen og af Skandinavisk Museumsforbund og korresponderende medlem af Nederlandsche oudheidskundige Bond. Han blev Ridder af Dannebrog 1909, Dannebrogsmand 1923 og Kommandør af 2. grad 1925.
Han er begravet på Assistens Kirkegård.

## Væsentligste bøger
- Japansk Malerkunst, 1885.
- Hollandsk Malerkunst, 1891.
- Studier fra Sverige, 1892.
- Johan Thomas Lundbye, 1895.
- Billedkunsten, 1901.
- Wilh. Marstrand, 1905.
- Viborg Domkirkes Billeder, 1910.
- Billeder af Rembrandt og hans Elever i Den kgl. Malerisamling, 1911.
- Theodor Philipsen, 1912. Scannet på kb.dk
- P.C. Skovgaard og hans Sønner, 1918.
- J.Th. Lundbyes Dagbogsoptegnelser, 1918.
- Illustrationerne til Holbergs Peder Paars, 1919.
- Corot, 1920.
- Nederlandsk Malerkunst i det 17. Aarhundrede, 1925.
- Ring, 1927.
- Oversigt over dansk Malerkunst, 1928.
- Franske Illustratorer fra det 18. Aarhundrede, 1929.
- Skagens Malere og Skagens Museum, 1929.